# Erhard Keller
Erhard Keller (* 24. Dezember 1944 in Günzburg) ist ein ehemaliger deutscher Eisschnellläufer und zweifacher Olympiasieger über die Sprintdistanz 500 Meter.
Keller begann seine internationale Laufbahn Mitte der 1960er Jahre und stellte 1967 den Weltrekord über 500 Meter ein, als er die Distanz in 39,5 Sekunden lief. Im weiteren Verlauf seiner Karriere verbesserte er die Weltbestzeit auf seiner Spezialstrecke mehrmals bis auf 38 Sekunden. Bei den Olympischen Winterspielen 1968 in Grenoble feierte Keller den ersten Eisschnelllaufolympiasieg eines deutschen Mannes und konnte diesen Erfolg vier Jahre später in Sapporo wiederholen – zwischenzeitlich war er 1971 auf seiner Heimbahn in Inzell zudem Sprintweltmeister geworden. Anschließend startete Keller einige Jahre lang als Profi und trat in den 1970ern zudem als Fernsehmoderator (Spiel ohne Grenzen) in Erscheinung. Der promovierte Zahnarzt prägte über Jahrzehnte, auch als TV-Experte bei Olympischen Spielen, das Bild des deutschen Eisschnelllaufs und wurde 2011 in die Hall of Fame des deutschen Sports aufgenommen.

## Sportliche Laufbahn

### Aufstieg bis zum ersten Olympiasieg (bis 1968)
Die ersten Schlittschuhe erhielt Keller bereits zu seinem fünften Geburtstag. Verstärkt wurde sein Interesse am Eislaufen aber erst, als die Familie 1954 aus dem schwäbischen Günzburg nach München zog und sich in der Nähe des Prinzregentenstadions niederließ. Einige Jahre später trat er dem Münchener Eislauf-Verein bei und trainierte fortan regelmäßig. Schnell konnte er Erfolge bei regionalen Meisterschaften feiern und wurde Münchner Meister 1962. Für Olympia 1964 verpasste der zu diesem Zeitpunkt 19-jährige Keller die Qualifikation aber deutlich: Über 500 Meter lief er statt der geforderten 43 Sekunden lediglich eine Zeit von 44 Sekunden; auf den anderen Strecken war er noch deutlich weiter von der internationalen Spitze entfernt.

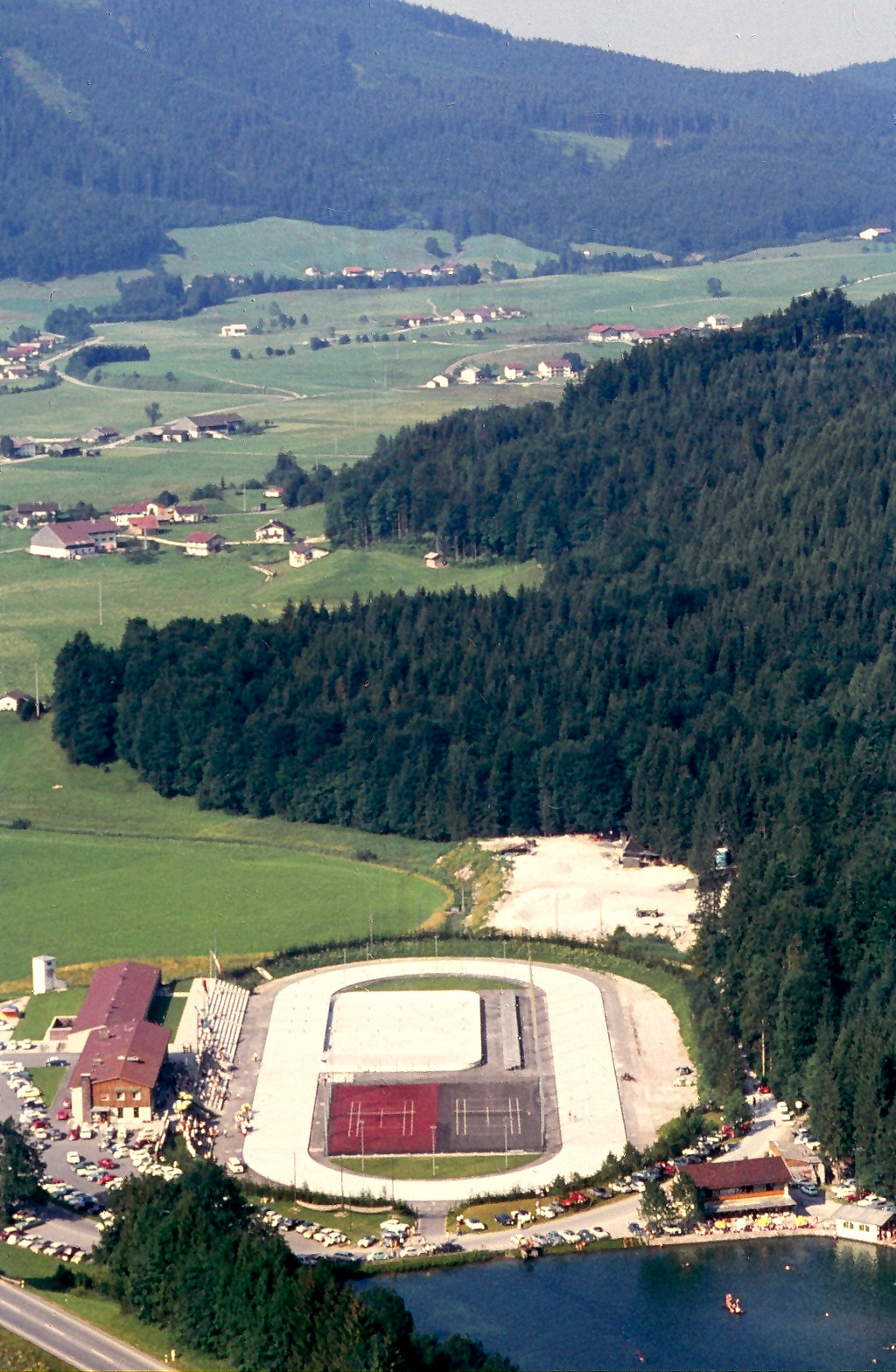
Das Eisstadion Inzell Mitte der 1960er Jahre

1965 erregte Keller – mit einer Zeit von 42,9 Sekunden mittlerweile bester deutscher Eissprinter, aber weiterhin nicht in Nähe der internationalen Bestzeiten – die Aufmerksamkeit des Inzeller Sportfunktionärs Ludwig Schwabl, der im gleichen Jahr erster Präsident der Deutschen Eisschnelllauf-Gemeinschaft wurde. Schwabl ermöglichte Keller den Umzug nach Inzell, wo der Athlet fortan mit dem DEC Inzell/Frillensee trainierte. Inzell entwickelte sich in den 1960er Jahren zur „Wiege einer deutschen Eisschnelllauf-Generation“, als deren Betreuer der Norweger Thormod Moum diente. Moum hatte bereits in seinem Heimatland Erfolge als Trainer eingefahren und verfolgte mit der Gruppe um Keller und die erfahreneren Günter Traub und Gerhard Zimmermann ein ambitioniertes, auf sogenannten Imitationsübungen basierendes Programm. Dabei trainierten die Sportler insbesondere die für das Eisschnelllaufen typische Hockstellung intensiv. Die Mannschaft profitierte in starkem Umfang von der neu gebauten, im Dezember 1965 eröffneten 400-Meter-Kunsteisbahn in Inzell. Das ebenflächige Eis dieser Bahn erlaubte wesentlich schnellere Zeiten als die zuvor existierende Natureisbahn: Keller verbesserte den deutschen Rekord bereits beim Eröffnungsrennen auf 41,3 Sekunden. Noch im gleichen Winter trat der 21-Jährige bei internationalen Wettbewerben erstmals gegen die weltweit besten Eisschnellläufer an, darunter den 13 Jahre älteren Russen Jewgeni Grischin, den Keller als Vorbild ansah. Der Deutsche traf Grischin im Januar 1966 im Rahmen der Trofeo Alberto Nicolodi in Madonna di Campiglio, bei der er über 500 Meter den dritten Rang beim Sieg des Russen belegte und über die sonst von ihm seltener gelaufene Mitteldistanz 1500 Meter sogar in Weltjahresbestzeit gewann. In seiner Autobiographie erinnert sich Keller daran, dass Grischin anschließend lobend auf ihn zukam und ihm weitere Trainingshinweise gab, was eine längere Freundschaft der beiden begründete. Ein erster Karrierehöhepunkt war die Teilnahme an der Mehrkampf-WM 1966. Über seine Spezialdistanz 500 Meter belegte Keller dort den dritten Rang, während er auf den anderen Strecken keine Rolle spielte.
In der vorolympischen Saison 1966/67 verbesserte Keller seine Leistungen über 500 Meter erneut und lief in zahlreichen Wettkämpfen auf der Inzeller Heimbahn Zeiten von unter 41 Sekunden. In Madonna di Campiglio zeigte er auch über 1500 Meter ein starkes Rennen und verpasste den von Ard Schenk gehaltenen Weltrekord nur um eine halbe Sekunde. Währenddessen rückten die Olympischen Winterspiele von 1968 stärker in den Fokus der Athleten: Bei den Probewettkämpfen am Olympiaort Grenoble zeigte sich Keller mit den Rahmenbedingungen – Sand und Schmutz auf der Kunsteisbahn – und seiner eigenen Leistung aber unzufrieden. Auch die Weltmeisterschaft 1967 verlief für die deutsche Mannschaft, in die Keller wegen grippebedingter Ausfälle kurzfristig berufen worden war, „wenig ersprießlich“; über 500 Meter erreichte der Münchner den unbefriedigenden neunten Rang. Auch wenn Keller zum Ende der Saison in Inzell den Deutschen Rekord erneut auf 40,1 Sekunden verbesserte, zählte er somit ein Jahr vor Olympia nicht zu den unmittelbaren Favoriten auf olympisches Gold.
In der Vorbereitung auf die Spiele in Grenoble gehörte Keller mit weiteren Athleten (etwa dem ebenfalls aus München stammenden Herbert Höfl) dem Spezialsprinterteam an und konzentrierte sich unter Anleitung von Thormod Moum allein auf die 500-Meter-Strecke. Kurz vor dem Jahreswechsel 1967/68 stellte er bei einem internationalen Wettkampf in Inzell den fast fünf Jahre alten Weltrekord von Jewgeni Grischin mit einer Zeit von 39,5 Sekunden ein. Einen Monat später, am 28. Januar 1968, bestätigte er seine Topform, als er – abermals in Inzell – im direkten Duell mit dem Japaner Keiichi Suzuki den Weltrekord um drei Zehntelsekunden verbesserte, wobei er Suzuki, der ebenfalls unter dem alten Weltrekord blieb, nur um eine Zehntelsekunde schlug.

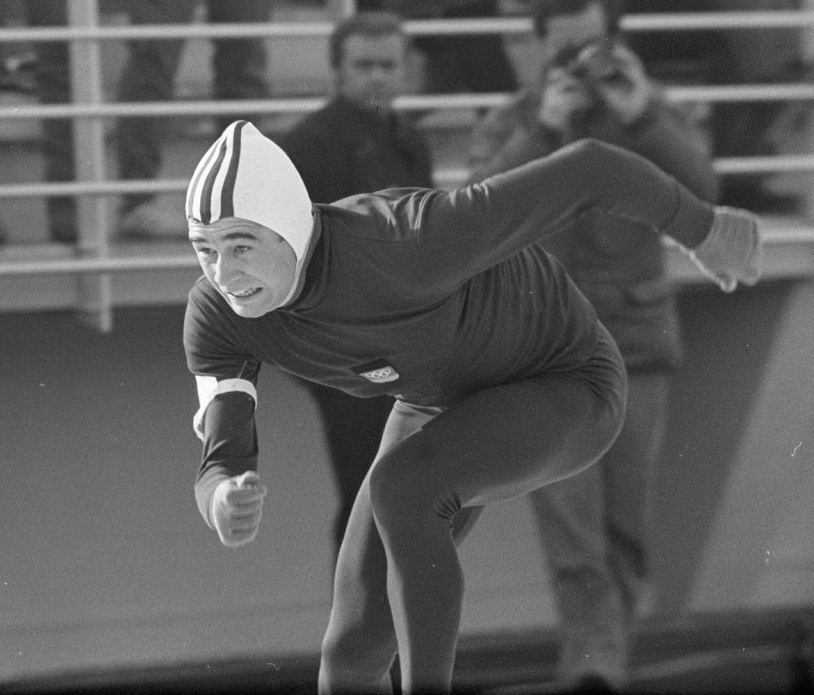
Keller am Start des olympischen 500-Meter-Rennens 1968

Nach den erfolgreichen Wettbewerben in Inzell gehörte Keller dem Favoritenkreis für die Olympischen Spiele an, wobei nicht vollständig klar war, inwieweit sich die Ergebnisse auf seiner Heimbahn auf die Bahn in Grenoble übertragen ließen. Auch Grischin, der zum letzten Mal bei Olympia an den Start ging, sein sowjetischer Teamkollege Muratow, der Japaner Suzuki und das US-amerikanische Team um Titelverteidiger Richard McDermott wurden im Vorfeld als mögliche Anwärter auf die Goldmedaille gehandelt. Beim Wettkampf am 14. Februar ging der Deutsche in der neunten Paarung des Tages mit dem Kanadier Bob Boucher auf die Strecke, wobei es zu mehreren Fehlstarts kam und Boucher zwischenzeitlich zu stürzen und Keller dabei mitzureißen drohte. Die Zeit von 40,3 Sekunden lag zwar mehr als eine Sekunde über dem von Keller zuvor aufgestellten Rekord, reichte aber dennoch für die Goldmedaille, da die anderen Mitfavoriten auf dem schlechter werdenden Eis teilweise deutlich größere Schwierigkeiten hatten. Lediglich McDermott kam im letzten Lauf mit 40,5 Sekunden an die Marke des Deutschen heran und sicherte sich die Silbermedaille. Keller gewann damit als erster deutscher Mann Olympiagold im Eisschnelllauf und war zudem einer von nur zwei westdeutschen Athleten, die in Grenoble siegreich waren: Der (nicht mit ihm verwandte) Nordische Kombinierer Franz Keller wurde am gleichen Tag mit seiner Goldmedaille geehrt wie Erhard Keller. Der Erfolg Kellers trug zur weiteren Popularisierung des Eisschnelllaufes in Deutschland bei, worauf er später zurückblickte: „Durch meinen Olympiasieg verstärkte sich der Boom natürlich noch, und es wurde noch mehr investiert, wodurch es zu noch mehr Zuspruch von jungen Sportlern kam.“

### Weltmeister und erneuter Olympiasieg (1968 bis 1972)

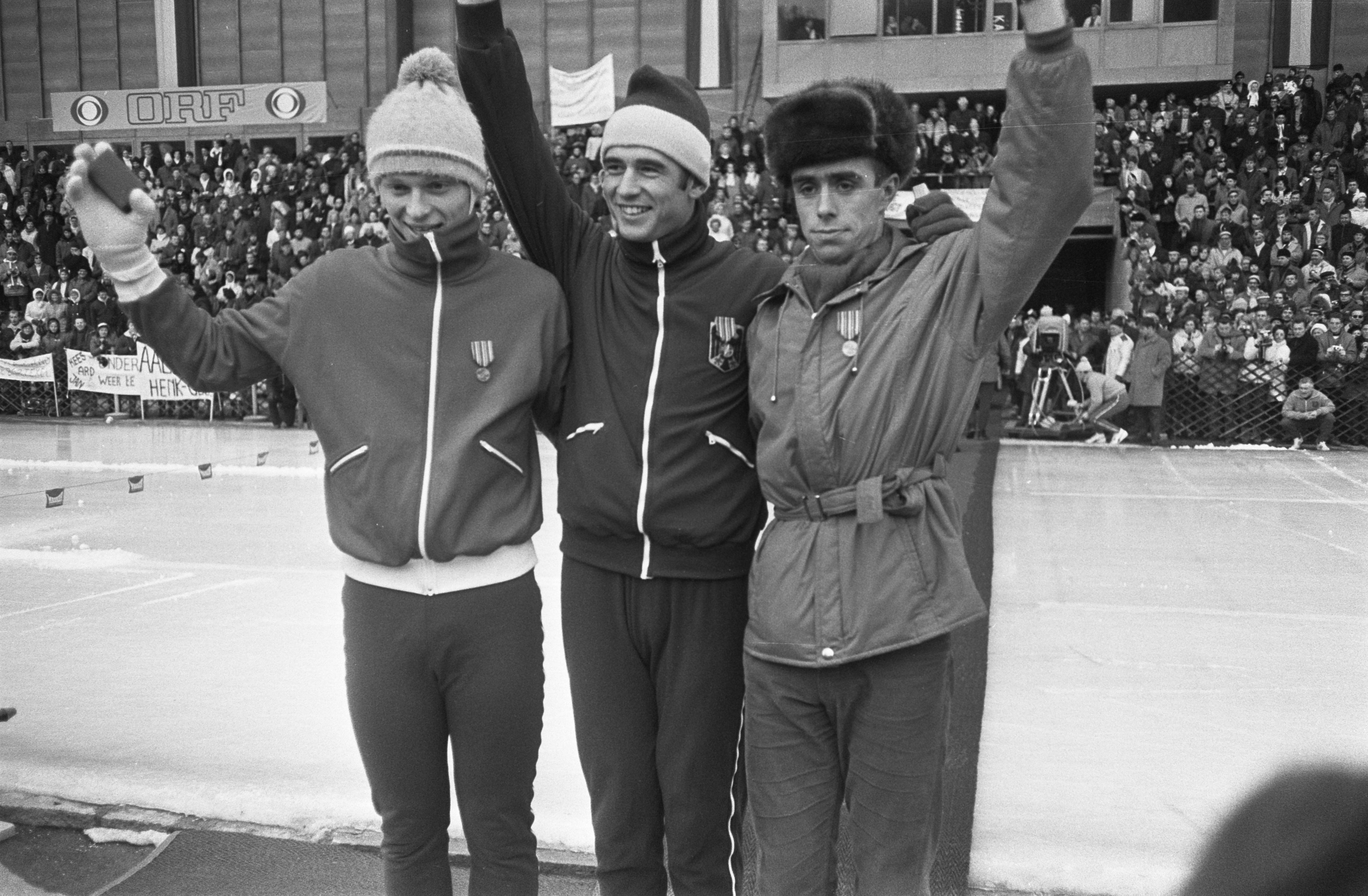
Keller (Mitte) bei der Siegerehrung über 500 Meter bei den Europameisterschaften 1970

Sechs Wochen nach seinem Olympiasieg in Grenoble stürzte Keller beim Skifahren in St. Moritz und zog sich eine Unterschenkelfraktur zu, einen Splitterbruch des rechten Schienbeins dicht am Fußgelenk. Zunächst gingen die Ärzte wie auch Keller davon aus, dass damit seine Eisschnelllaufkarriere beendet sei. Für mehrere Monate musste er mit einem Gipsverband pausieren und konnte erst spät in die Wettkampfsaison 1968/69 einsteigen. Zudem war sein rechtes Bein als Folge des Unfalls leicht verkürzt und nach außen verzogen zusammengewachsen, weswegen er fortan mit nach innen versetzten Kufen unter dem Spezialschlittschuh startete. Seine 500-Meter-Rekorde verbesserte er weder in diesem noch im darauffolgenden Winter, startete aber dennoch erfolgreich bei mehreren internationalen Rennen. Insbesondere legte er bei den Mehrkampfeuropameisterschaften 1970 in Innsbruck die schnellste Zeit im Sprint hin und gewann über die 500-Meter-Distanz vor den Norwegern Dag Fornæss und Roar Grønvold. Im Februar 1970 fanden erstmals Sprintweltmeisterschaften statt, bei denen die Teilnehmer zwei 500-Meter- und zwei 1000-Meter-Wettkämpfe bestritten und die Addition der Zeiten zur Kür des Sprintweltmeisters führte. Vor allem die Stärke Kellers auf den kurzen Distanzen hatte die deutschen Funktionäre zu großen Befürwortern eines solchen Wettbewerbs gemacht und Keller galt als oberster Titelanwärter. Bei der Erstaustragung im US-amerikanischen West Allis zeigte er aber Rückstand auf die Weltspitze: Der Schwede Hasse Börjes – drei Jahre jünger als der Deutsche – entschied beide 500-Meter-Rennen für sich, insgesamt triumphierte der Russe Waleri Muratow, während Keller letztlich Rang sechs belegte, was Beobachter später als „seine größte Niederlage“ bezeichneten. Auch von den Zeiten her stagnierte Keller bei seinem persönlichen Rekord von 39,2 Sekunden, den 1970 mehrere Sportler deutlich unterboten. Insbesondere Börjes tat sich dabei hervor und lief zum Saisonende in Inzell eine neue Weltbestzeit von 38,46 Sekunden.
Als Nachfolger von Thormod Moum übernahm Herbert Höfl, früherer Teamkollege Kellers, das Training der deutschen Eisschnellläufer. Höfl stellte Kellers Technik um: Hatte er sich zuvor an Grischin und seinem „flüssig-eleganten Stil“ orientiert, galten nun die kurzen, schnellen Schritte des US-Amerikaners McDermott als vorbildhaft, was ein besonderes Krafttraining erforderte. Die Ergebnisse des besten deutschen Sprinters verbesserten sich über den Winter sukzessive. Im Januar 1971 lief er in Inzell erstmals unter 39 Sekunden, wenig später entschied er auf seiner Heimbahn die zweite Sprint-WM für sich und lief dabei auch Landesrekord über 1000 Meter in 1:20,00 Minuten. Diese Zeit verbesserte er noch einmal beim Saisonabschluss auf 1:19,10 Minuten und holte sich im gleichen Wettkampf auch den Weltrekord über 500 Meter zurück, indem er sich auf 38,42 Sekunden steigerte, womit er Börjes um wenige Hundertstelsekunden schlug.
Keller hatte bereits frühzeitig die Olympischen Winterspiele in Sapporo 1972 als klares Ziel, auf das er hinarbeite, ausgegeben: Dort wolle er erneut die Goldmedaille über 500 Meter gewinnen, andernfalls würde er die vier Jahre nach seinem ersten Olympiasieg als „vergeudet“ empfinden. Tatsächlich präsentierte sich der 27-Jährige in der olympischen Saison von Anfang an in herausragender Form und schlug sowohl in Inzell wie auch in Davos seine europäischen Konkurrenten in Weltrekordzeit von gut 38 Sekunden, wobei der Finne Leo Linkovesi in einzelnen Rennen ähnliche Zeiten lief. Als unbekannter Faktor galten die japanischen Eissprinter, die sich vollständig auf den Saisonhöhepunkt in ihrer Heimat konzentrierten und nicht in Europa an den Start gingen. Beim olympischen 500-Meter-Lauf in Sapporo stellte Keller einen olympischen Rekord in 39,44 Sekunden auf und schlug seine Konkurrenten teilweise deutlich: Insbesondere die japanischen Athleten enttäuschten und verpassten die vorderen Ränge klar, der Schwede Börjes gewann mit einer Viertelsekunde Rückstand die Silbermedaille. Im Nachhinein führte Keller seinen Erfolg auf die antrainierte Kraft und Kondition zurück, die auf dem harten Eis Sapporos vonnöten gewesen sei. Da er von allen Sprintern in der Saison der beste 1000-Meter-Läufer gewesen sei, habe er sich siegessicher gefühlt. Neben Keller – der als erster deutscher Wintersportler seinen Olympiasieg verteidigte – gewann auch die 17-jährige Monika Pflug Eisschnelllauf-Gold für die Bundesrepublik, sie hatte vier Jahre zuvor angespornt durch Kellers ersten Erfolg in Grenoble mit der Sportart begonnen. Wenige Wochen nach Olympia beendete der Doppelolympiasieger die Saison mit zwei Strecken-Weltrekorden in Inzell: Am 4. März 1972 lief er erst die 500 Meter in 38,00 Sekunden (zeitgleich mit Hasse Börjes) und kurz darauf die 1000 Meter in 1:18,50 Minuten. Zwei weitere gute Ergebnisse über diese Distanzen am Folgetag rundeten einen Weltrekord im Sprint-Vierkampf ab.

### Profikarriere und Laufbahnende (1972 bis 1977)

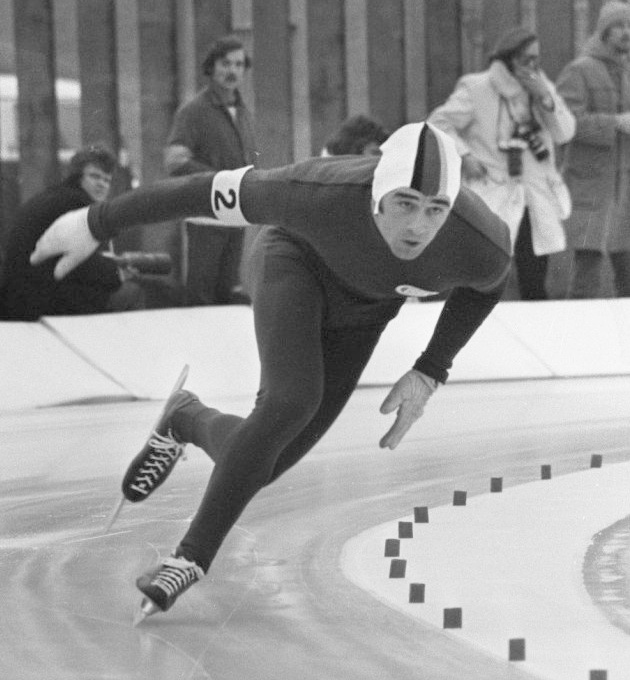
Keller beim ersten Weltcup der ISSL-Profiliga im Januar 1973

Nach den Olympischen Spielen von Sapporo beendete Keller seine Amateurlaufbahn und trat fortan als Profisportler an. Hintergrund dieser Entscheidung war, dass Keller ebenso wie andere erfolgreiche Eisschnellläufer – etwa der Olympiasieger Ard Schenk – schon zuvor häufiger Geld und Sachwerte für seine sportlichen Auftritte erhalten hatte, was sich nicht mit dem strengen Amateurstatut des Internationalen Olympischen Komitees deckte. Da der Deutsche bereits weitere Werbeverträge für die Zeit nach Olympia unterschrieben hatte, wechselte er ins Profilager, um einer ohnehin anstehenden Sperre für Amateurwettkämpfe zu entgehen. Ab dem Winter 1972/73 startete Keller in der neu gegründeten International Speed Skating League (ISSL), in der neben ihm unter anderem auch Schenk, Kees Verkerk und Hasse Börjes antraten. Bei allen zehn sogenannten Weltcups über 500 Meter schlug Keller die Konkurrenz. Auch bei den eigens von der ISSL organisierten Welt- und Europameisterschaften erreichte er Podiumsergebnisse. Nach zwei Jahren musste die Profiliga schließen, da sie zum einen deutlich weniger Zuschauer anzog als geplant und zum anderen die nationalen Amateurverbände unter dem Dach der Internationalen Eislaufunion allen Eisbahnen mit Schließung drohten, auf denen Profiwettkämpfe stattfanden.
Keller bemühte sich nach der ISSL-Pleite 1974 um Reamateurisierung mit dem Ziel, bei den Olympischen Winterspielen 1976 eine dritte Goldmedaille zu gewinnen. Der entsprechende Antrag wurde vom internationalen Verband abgelehnt, Keller bestritt dennoch weiter Testwettkämpfe, bei denen er in Inzell schnellere Zeiten als alle Olympiastarter erzielte. Im Alter von 32 Jahren gewann er im Januar 1977 seinen vierten und letzten deutschen Meistertitel im Sprintvierkampf mit deutlichem Vorsprung auf die zumeist deutlich jüngeren Konkurrenten und lief über 500 Meter erneut eine Zeit von 38,4 Sekunden.
Auch nach seinem Karriereende hielt Keller sein Wettkampfgewicht und seine Form: 1983 wettete er mit einem beruflichen Kollegen, dass er seinen ersten Weltrekord von 39,5 Sekunden noch einmal laufen könne und gewann diese Wette nach sechs Wochen Training, als er in Davos vier Zehntelsekunden unter dieser anderthalb Jahrzehnte zuvor aufgestellten Bestmarke blieb. Auch zu seinem 70. Geburtstag gab Keller in einem Interview an, mehrmals wöchentlich Trainingsintervalle auf dem Eis einzulegen.

### Entwicklung der Saisonbestzeiten
Die folgenden Tabellen geben die Entwicklung der Saisonbestzeiten Erhard Kellers auf der 500-Meter- und der 1000-Meter-Distanz über seine Amateurkarriere von 1964 bis 1972 hinweg an. Auf beiden Strecken lief der Deutsche Weltrekorde, jeweils auf seiner Heimbahn in Inzell. Einige Rennen, in denen Keller noch schneller lief, sind nicht vermerkt, da die entsprechenden Wettkämpfe nicht bei der Internationalen Eislaufunion angemeldet wurden und somit keinen offiziellen Vermerk in der Statistik fanden. Die Bemerkung =WR steht für die Einstellung des zu diesem Zeitpunkt gültigen Weltrekordes, WR für die Verbesserung.
| Saison  | Zeit    | Datum           | Ort    |     |
| ------- | ------- | --------------- | ------ | --- |
| 1963/64 | 44,70 s | 25. Januar 1964 | Inzell |     |
| 1964/65 | 42,90 s | 23. Januar 1965 | Inzell |     |
| 1965/66 | 41,10 s | 1. Januar 1966  | Inzell |     |
| 1966/67 | 40,10 s | 4. März 1967    | Inzell |     |
| 1967/68 | 39,20 s | 27. Januar 1968 | Inzell | =WR |
| 1968/69 | 39,50 s | 1. März 1969    | Inzell |     |
| 1969/70 | 39,30 s | 5. März 1970    | Inzell |     |
| 1970/71 | 38,42 s | 13. März 1971   | Inzell | 0WR |
| 1971/72 | 38,00 s | 5. März 1972    | Inzell | =WR |

| Saison  | Zeit        | Datum            | Ort    |    |
| ------- | ----------- | ---------------- | ------ | -- |
| 1965/66 | 1:22,40 min | 22. Januar 1966  | Inzell |    |
| 1966/67 | 1:23,40 min | 28. Februar 1967 | Inzell |    |
| 1967/68 | 1:21,30 min | 5. Februar 1968  | Davos  |    |
| 1968/69 | 1:21,40 min | 1. März 1969     | Inzell |    |
| 1969/70 | 1:20,30 min | 3. Januar 1970   | Inzell |    |
| 1970/71 | 1:19,10 min | 13. März 1971    | Inzell |    |
| 1971/72 | 1:18,50 min | 5. März 1972     | Inzell | WR |

## Fernsehlaufbahn als Moderator
Die ersten Erfahrungen als Sportkommentator im Fernsehen sammelte Keller während seiner aktiven Karriere: Bereits während der Olympischen Spiele 1968 unterstützte er nach seinem eigenen Auftritt Fritz Klein bei der Moderation des 500-Meter-Rennens, wodurch er seinen eigenen Olympiasieg „eigentlich als Fernsehkommentator“ erlebte. Im Aktuellen Sportstudio war er ebenfalls häufiger Gast und übernahm die Besprechung einzelner Szenen. Auf Wunsch des Mitbegründers Harry Valérien vertrat Keller ihn in den 1970er Jahren viermal als Gastmoderator während der Wintersportsaison. Später begleitete er zwischen 1976 und 1994 bei fünf Winterspielen als Co-Kommentator die Berichterstattung von ARD und ZDF zu den olympischen Eisschnelllaufwettbewerben.
Auch abseits des sportlichen Geschehens war Keller im Fernsehen präsent. Im Herbst 1973 fragte ihn der WDR als Nachfolger von Camillo Felgen für die Spielshow Spiel ohne Grenzen an, die er ab 1974 in etwa hundert Ausgaben präsentierte und im Nachhinein als „Riesenspaß“ bezeichnete. Ferner moderierte er die Jugendsendung Technik für Kinder. Größere Moderationsambitionen hatte Keller eigener Aussage zufolge nie, er habe das Fernsehen stets als „Hobby, aber nie als Hauptberuf“ betrachtet.

## Persönliches

### Ausbildung und Beruf
Von 1959 bis 1965 besuchte Keller das Max-Planck-Gymnasium in München-Pasing. Aufgrund des trainingsbedingten Umzugs nach Inzell wechselte er auf das Karlsgymnasium in Bad Reichenhall, wo er auf großes Verständnis für sportbedingte Fehlstunden stieß und 1966 das Abitur ablegte. Während seiner aktiven Zeit als Eisschnellläufer studierte er Zahnmedizin an der Ludwig-Maximilians-Universität München, wobei er insbesondere in der Vorbereitung auf die Olympischen Winterspiele 1972 ganze Semester ausließ, um sich auf den Sport zu konzentrieren und anderthalb Studienjahre verlor. Gleichzeitig gab er stets an, sowohl aus dem Sport für sein Studium zu profitieren – in puncto „Selbstbewusstsein, Selbstsicherheit und Durchsetzungsvermögen“ – wie auch andersherum die Erkenntnisse des Studiums für das Eisschnelllaufen zu nutzen: Keller stellte seine Übungspläne nach den Ergebnissen seiner Doktorarbeit auf, in der er sich mit einer biochemischen Frage aus der Sportmedizin auseinandersetzte.
Das Preisgeld der gewonnenen Weltcuprennen aus seiner Profizeit nutzte Keller, um sich damit eine Zahnarztpraxis in München-Grünwald aufzubauen, die 1975 öffnete und zwischenzeitlich bis zu elf Mitarbeiter hatte. Nach 27 Jahren verkaufte er 58-jährig die Praxis an seine Assistenzärzte und zog sich ins Privatleben zurück.

### Familie
Erhard Kellers Vater, ein früherer Mittelgewichtsboxer, war Kriminalbeamter, dessen Versetzung ins Landeskriminalamt nach München Anfang der 1950er Jahre Grund für den Umzug der vierköpfigen Familie – Keller hat eine jüngere Schwester – in die Landeshauptstadt war. Seine Mutter führte nach dem Zweiten Weltkrieg kurzzeitig die Geschäfte der Günzburger Molkerei. Beide Eltern unterstützten die sportliche Laufbahn ihres Sohnes.
Nach seinem ersten Olympiasieg 1968 stellte die Gemeinde Inzell unter Bürgermeister Ludwig Schwabl dem Goldmedaillengewinner für fünf Jahre ein mietfreies Appartement zur Verfügung. In diesem lebte Keller gemeinsam mit seiner ersten Ehefrau Christine, die er 1970 heiratete: eine Studienkollegin und später Narkosefachärztin, die er beim Eislaufen in München kennengelernt hatte und die selbst in ihrer Jugend bayerische Vizemeisterin im Eisschnelllaufen geworden war. 1975 wurde Keller Vater einer Tochter. Fünf Jahre darauf ließ sich das Paar einvernehmlich scheiden. Anfang der 1980er Jahre führte Keller eine Beziehung mit der früheren Eiskunstläuferin und Sportjournalistin Corinna Halke. Das Fotomodell Regina Baar erschoss sich im April 1982 – mutmaßlich aus Liebeskummer – in Kellers Wohnung, nachdem ihre Affäre mit dem früheren Athleten vor dem Ende stand. 1988 heiratete Keller erneut, mit seiner zweiten Ehefrau, einer Rechtsanwältin, lebt er seitdem in München.

## Öffentliches Bild und Würdigung
Während seiner aktiven Zeit zählte Keller zu den prominentesten Sportlern der Bundesrepublik mit einem Bekanntheitsgrad von etwa 73 Prozent nach seinem zweiten Olympiasieg 1972. Die Presse begleitete seine sportlichen Erfolge und sein Privatleben intensiv, er galt als „lebenslustig“ und als „Sunnyboy“, dessen Schlagfertigkeit und rhetorische Fähigkeiten ihn vor allem bei Journalisten beliebt machten. Sportstudio-Moderator Harry Valérien etwa, der auch seine Moderatorenkarriere förderte, lobte Kellers Auftreten: „Er hatte eine luchsartige, eine pfiffige Art. Er war ein ganz ungewöhnlicher Mann, der seinen eigenen Stil prägte. Ich mag solche Typen.“ Keller selbst genoss die Möglichkeiten, die sich ihm durch seine sportlichen Siege boten und urteilte 1969: „Der Leistungssport bringt dem Erfolgreichen Vorteile, die früher nur durch Geburt und Abstammung zu erlangen waren.“ Dementsprechend offen war auch sein Umgang mit der Presse, so erschien 1971 eine Homestory über ihn und seine Frau als Titelgeschichte der Sport-Illustrierten. Im Gegenzug berichtete die Boulevardpresse gleichermaßen offen über das Privatleben des Sportlers und seine Beziehungen nach der Scheidung 1980.
Im sportlichen Bereich stechen Kellers Erfolge insbesondere deswegen heraus, da er bis zum Olympiasieg Uwe-Jens Meys 1988 der einzige männliche deutsche Olympiasieger im Eisschnelllauf blieb, was die FAZ dazu brachte, anlässlich seines 50. Geburtstages zu schreiben: „Der Eisschnelllauf der Männer trug in der alten Bundesrepublik einen einzigen Namen: Erhard Keller“. Nach seinem ersten Olympiasieg 1968 verlieh ihm der Verband Deutscher Sportjournalisten das Goldene Band der Sportpresse, womit er der erste Eisschnellläufer war, der diese Auszeichnung erhielt. Ebenfalls als erster Vertreter seiner Disziplin wurde Keller 2011 in die Hall of Fame des deutschen Sports aufgenommen, wobei in seiner Biographie seine „Sucht nach Titeln und Triumphen, nach Anerkennung und Karriere“ herausgestellt wird. Kellers Starttechnik – als „wirbelndes Stakkato bis zum ersten Gleitschritt“ beschrieben – beeinflusste andere Athleten, sich ihm stilistisch anzupassen.
Keller veröffentlichte 1968 im Copress-Verlag seine Autobiographie 74 Schritte zum Ziel. Inzell gab mir die Chance., in der er die ersten Jahre seiner Karriere und insbesondere die Saison seines ersten Olympiasieges beschrieb. Später verfasste er ein Buch zu den Olympischen Winterspielen 1976 und Anfang der 1980er einen Ratgeber zur Vermeidung von Sportverletzungen.

## Buchveröffentlichungen
- 74 Schritte zum Ziel. Inzell gab mir die Chance. Copress-Verlag, München 1968.
- Olympische Winterspiele Innsbruck 1976. Unter Mitarbeit von Hans Blickensdörfer. Kerler, Winnenden 1976.
- Kaputt durch Sport? So vermeiden Sie als Freizeitsportler Verletzungen und Schäden. Unter Mitarbeit von Dieter Bochow. Moewig, München 1981. ISBN 3-8118-3140-2. (Nachauflage u.d.T. So vermeiden Sie Sportverletzungen. Sport treiben und dennoch gesund bleiben. Moewig, Rastatt 1986.)